# Iwan Assen I.
Iwan Assen I. (bulgarisch Иван Асен I, wissenschaftliche Transliteration Ivan Asen; † 1196 in Tarnowgrad) war ein bulgarischer Zar, der von 1190 bis 1195 herrschte. Iwan Assen I. (oft auch nur Assen, sein Geburtsname war Johann oder Iwan) war auch unter dem Beinamen Belgun (vom Protobulgarischen: weise, wissend) bekannt.
Iwan Assen I. verwaltete zunächst unter byzantinischer Herrschaft gemeinsam mit seinem Bruder Theodor, die Region um Lowetsch, bevor er einen Aufstand gegen die Byzantiner anführte. Der Aufstand breitete sich bald im Gebiet zwischen Balkangebirge und Donau aus. Er endete mit dem 1187 in Lowetsch unterzeichneten Friedensvertrag mit Byzanz, womit die Errichtung des Zweiten bulgarischen Reiches de jure besiegelt wurde. Als neue Hauptstadt wurde Tarnowgrad gewählt.
Sein Bruder Theodor herrschte noch ein Jahr nach dem Tod von Iwan Assen I. als Zar Peter IV. Iwan Assen I. ist gemeinsam mit seinen Brüdern Teodor-Petar und Kalojan Assen Mitbegründer der Dynastie der Asseniden. Unter Führung dieser Dynastie gelangte das Bulgarische Reich zur Unabhängigkeit von Byzanz und wieder zu neuer Macht. Es dominierte erneut die Balkanhalbinsel, sowohl militärisch, als auch kulturell.
Als eine wichtige Quelle zu Iwan Assen gilt der byzantinische Geschichtsschreiber Niketas Choniates. Niketas Choniates berichtet, dass Iwan Assen ein entschlossener Taktiker gewesen sei und gnadenlos gegenüber seinen Feinden. Er beschreibt ihn als stolz und selbstbewusst und dass sein Mangel an Milde und sein feuriger Charakter mit ein Grund für seinen Untergang gewesen sei.

## Wiederherstellung des bulgarischen Staates
Unter der Führung von Assen und Theodor-Peter brach 1185 ein Aufstand in Bulgarien aus. Niketas Choniates berichtete, dass der Grund für den Ausbruch des Aufstandes die Weigerung des byzantinischen Kaisers Isaak II. gewesen sei, die beiden Brüder in das Pronoiai-System aufzunehmen, eine Art Steuerpächtertum als Ersatz für einen Sold. Die beiden Brüder benötigten dringend Land und die daraus zu beziehenden Geldeinnahmen, um eine neue beträchtliche Steuer an den Kaiser bezahlen zu können. Diese neue Steuer hatte Isaak II. eingeführt, um Geld für die Hochzeit der Tochter von Béla III. von Ungarn zusammenzubekommen.
Im Frühjahr 1185 und Anfang 1186 hatten die Aufständischen Erfolge zu verzeichnen. Der byzantinische Kaiser unternahm einige Feldzüge gegen die Bulgaren. Bei einem der Feldzüge wurde das byzantinische Heer 1187 an der starken Festung Lowetsch aufgehalten. Nachdem die Belagerung durch die Byzantiner erfolglos verlaufen war, waren sie zu einem Friedensschluss gezwungen. Das bedeutete praktisch die Wiederherstellung des Bulgarischen Reiches.

## Aufbau einer unabhängigen bulgarischen Kirche
Eine der ersten Aufgaben der neuen Herrscher war die Klärung der Kirchenfrage. Bis dahin waren die bulgarischen Gebiete unter der Jurisdiktion des Erzbistums Ohrid. Als unabhängiger Staat strebte das unabhängige, neue Bulgarische Reich jedoch eine eigene Kirche an. Als Oberhaupt der bulgarischen Kirche wurde Wasiliji ausgewählt, der dann Teodor zum Zaren krönte. Um die Nachfolge des Ersten Bulgarenreiches zu unterstreichen, nahm Teodor den dynastischen Namen Petar IV. an.

## Dritter Kreuzzug
Friedrich I. Barbarossa führte 1189 die deutschen Ritter auf ihrem Dritten Kreuzzug an. Assen und Peter beschlossen, dass dieser deutsche König den Status von Bulgarien gesetzlich verankern könne. Deshalb boten sie ihm bei zwei Gelegenheiten ihre militärische Hilfe im Kampf gegen Byzanz an.